# 西山忠範
西山 忠範（にしやま ただのり、1932年4月17日 - ）は、東京都出身の商法学者。元武蔵大学経済学部長。

## 来歴
東京に生まれ、中学、高校時代を福井で過ごし東京大学に進学、1961年法学博士（東京大学）（学位論文「株式会社における資本と利益」）。1968年より武蔵大学経済学部教授。